# Shaine Casas
Shaine Casas (McAllen, 25 december 1999) is een Amerikaanse zwemmer.

## Carrière
Bij zijn internationale debuut, op de wereldkampioenschappen kortebaanzwemmen 2021 in Abu Dhabi, werd Casas wereldkampioen op de 100 meter rugslag, daarnaast veroverde hij de zilveren medaille op de 200 meter rugslag en eindigde hij als zevende op de 50 meter rugslag. Op de 4×50 meter wisselslag behaalde hij samen met Nic Fink, Thomas Shields en Ryan Held de wereldtitel, samen met Nic Fink, Trenton Julian en Ryan Held sleepte hij de zilveren medaille in de wacht. Op de 4×100 meter vrije slag legde hij samen met Ryan Held, Hunter Tapp en Zach Apple beslag op de bronzen medaille, samen met Ryan Held, Zach Apple en Kieran Smith eindigde hij als vierde op de 4×50 meter vrije slag. Op de gemengde 4×50 meter vrije slag veroverde hij samen met Nic Fink, Claire Curzan en Abbey Weitzeil de zilveren medaille.
Op de wereldkampioenschappen zwemmen 2022 in Boedapest behaalde hij de bronzen medaille op de 200 meter rugslag.

## Internationale toernooien
| Jaar | Olympische Spelen | WK langebaan | WK kortebaan | PanPacs | Pan-Amerikaanse Spelen |
| ---- | ----------------- | ------------ | --- | ------- | ---------------------- |
| 2021 | geen deelname     |              | 7e 50m rugslag · 100m rugslag · 200m rugslag · 4e 4×50m vrije slag · 4×100m vrije slag · 4×50m wisselslag · 4×100m wisselslag · 4×50m wisselslag |         |                        |
| 2022 |                   | 200m rugslag | 13-18 december |         |                        |

## Persoonlijke records
Bijgewerkt tot en met 23 juni 2022
Kortebaan
| Afstand         | Tijd    | Datum            | Plaats    |
| --------------- | ------- | ---------------- | --------- |
| 100m vrije slag | 46,93   | 16 december 2021 | Abu Dhabi |
| 50m rugslag     | 22,99   | 19 december 2021 | Abu Dhabi |
| 100m rugslag    | 49,23   | 17 december 2021 | Abu Dhabi |
| 200m rugslag    | 1.48,81 | 18 december      | Abu Dhabi |

Langebaan
| Afstand          | Tijd    | Datum           | Plaats      |
| ---------------- | ------- | --------------- | ----------- |
| 100m vrije slag  | 49,17   | 31 juli 2019    | Stanford    |
| 50m rugslag      | 24,00   | 28 april 2022   | Greensboro  |
| 100m rugslag     | 52,72   | 3 augustus 2019 | Stanford    |
| 200m rugslag     | 1.55,35 | 23 juni 2022    | Boedapest   |
| 100m vlinderslag | 51,09   | 31 maart 2022   | San Antonio |
| 200m wisselslag  | 1.56,70 | 2 april 2022    | San Antonio |